# Massís de Posets
El massís de Pocets és un massís de muntanya del Pirineu situat al nord de la província d'Osca. El pic de Pocets, amb 3 371 metres d'altitud, (o 3375) segons les fonts) és el punt més alt. AL massís s'hi troba la Glacera de la Paul amb una extensió de 12,4 Ha i orientació NE i la Glacera de Llardana amb 18,9 Ha i orientació NO, a més hi ha més de 2.200 llacs d'origen glacial.